# Arnold Oss
Arnold Carl "Arnie" Oss, Jr., född 18 april 1928 i Minneapolis i Minnesota, död 10 november 2024 i Rio Verde i Arizona, var en amerikansk före detta ishockeyspelare. Oss blev olympisk silvermedaljör i ishockey vid vinterspelen 1952 i Oslo.